# Heinrich Rubens
Heinrich Rubens (ur. 30 marca 1865 w Wiesbaden, zm. 17 lipca 1922 w Berlinie) – niemiecki fizyk; swoimi danymi pomiarowymi zainspirował Maxa Plancka do sformułowania nowej teorii promieniowania ciała doskonale czarnego a za tym podstaw mechaniki kwantowej. Eponim dla rury Rubensa.

## Życiorys
Uczęszczał do frankfurckiego gimnazjum "Wöhlerschule" i w roku 1884 został przyjęty na elektrotechnikę na Technischen Hochschule Darmstadt, które to studia kontynuował w Berlinie. W 1885 roku zmienił kierunek na fizykę i na wiosnę 1886 przeniósł się do Strasburga. Tam słuchał przede wszystkim wykładów Augusta Kundta, pod którego kierunkiem uzyskał doktorat w 1888 roku w Berlinie. Habilitował się na Uniwersytecie w Berlinie w 1892 roku.
Od 1892 pracował jako wykładowca, od 1895 jako docent fizyki na Uniwersytecie w Berlinie, od 1900 był profesorem na Uniwersytecie Technicznym w Berlinie, następnie od 1903 na Wojskowej Akademii Technicznej 
w Berlinie i od 1906 ponownie na Uniwersytecie.
W 1907 roku stał się pełnoprawnym członkiem Pruskiej Akademii Nauk, w 1908 członkiem korespondentem Akademii Nauk w Getyndze a w 1918 członkiem korespondentem Bawarskiej Akademii Nauk.

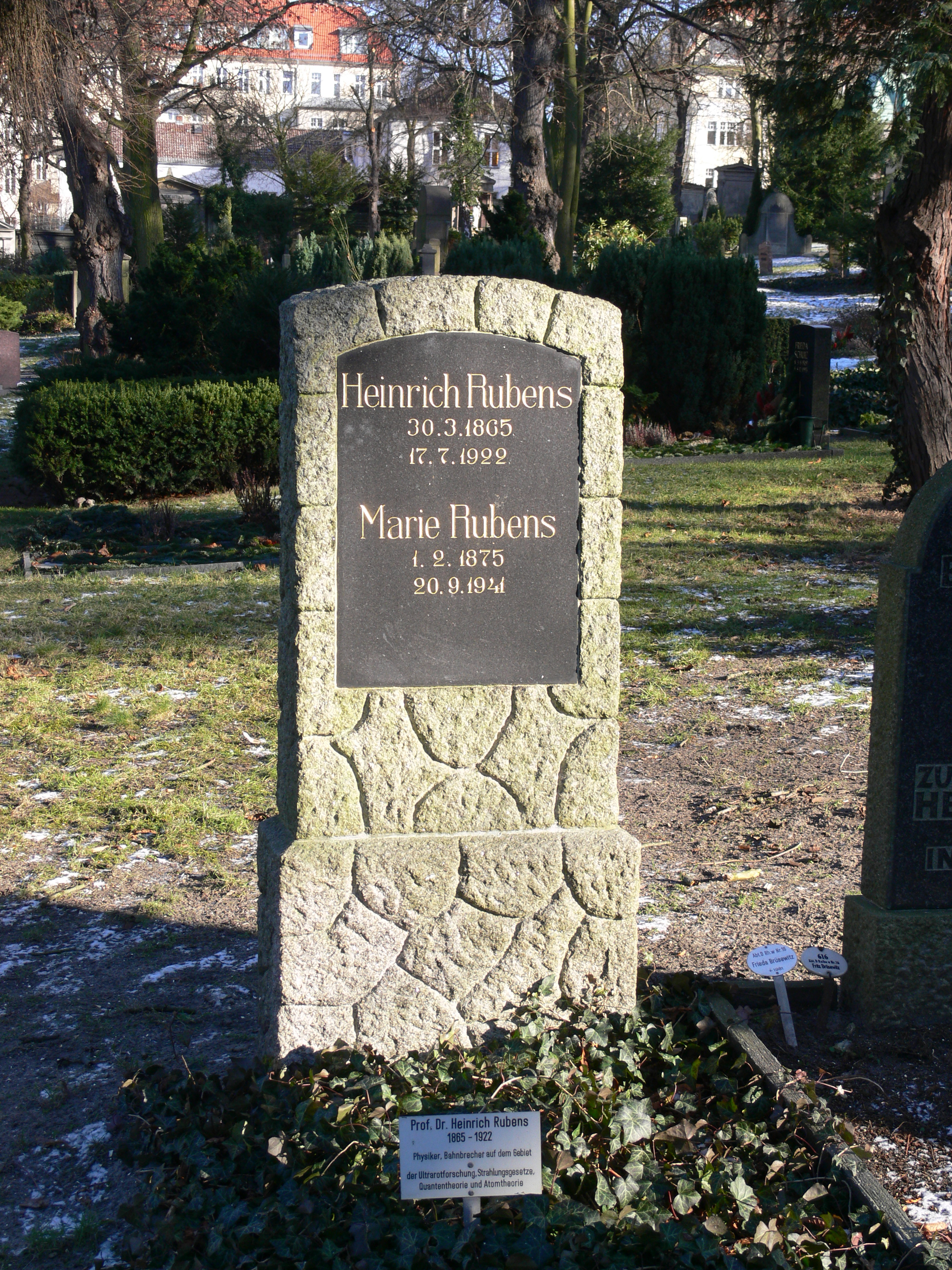
Nagrobek Heinricha Rubensa na Starym Cmentarzu św. Mateusza w Berlinie-Schöneberg

## Dorobek naukowy
Rubens prowadził badania nad promieniowaniem elektromagnetycznym, szczególnie nad zakresem podczerwieni. Jesienią 1900 wraz z Ferdinandem Kurlbaumem wykonał pomiary promieniowania ciała doskonale czarnego dla szerokiego zakresu długości fali sięgającego do 51,2 μm, znacznie większego niż poprzednicy (Otto Lummer i Ernst Pringsheim rok wcześniej do długości fali 6 μm i następnie do 186 μm). Ukazywały one niezgodności teoretycznych wzorów podanych przez Wiena czy Lorda Rayleigha. Rubens zaprezentował te wyniki Planckowi jeszcze przed ich opublikowaniem i przez to skłonił Plancka do ulepszenia wzoru podanego przez Wiena promieniowania ciała doskonale czarnego. Planck przedstawił ulepszony wzór 19 października 1900 roku na posiedzeniu Niemieckiego Towarzystwa Fizycznego tuż po referacie Kurlbauma przedstawiającego wyniki.
1904 skonstruował rurę nazwaną później jego nazwiskiem.
1913 wraz z Maxem Planckiem, Waltherem Nernstem i Emilem Warburgiem napisał list do Pruskiego Ministerstwa Oświaty proponując wybór Einsteina do Pruskiej Akademii Nauk.